# Carinho (Espanha)

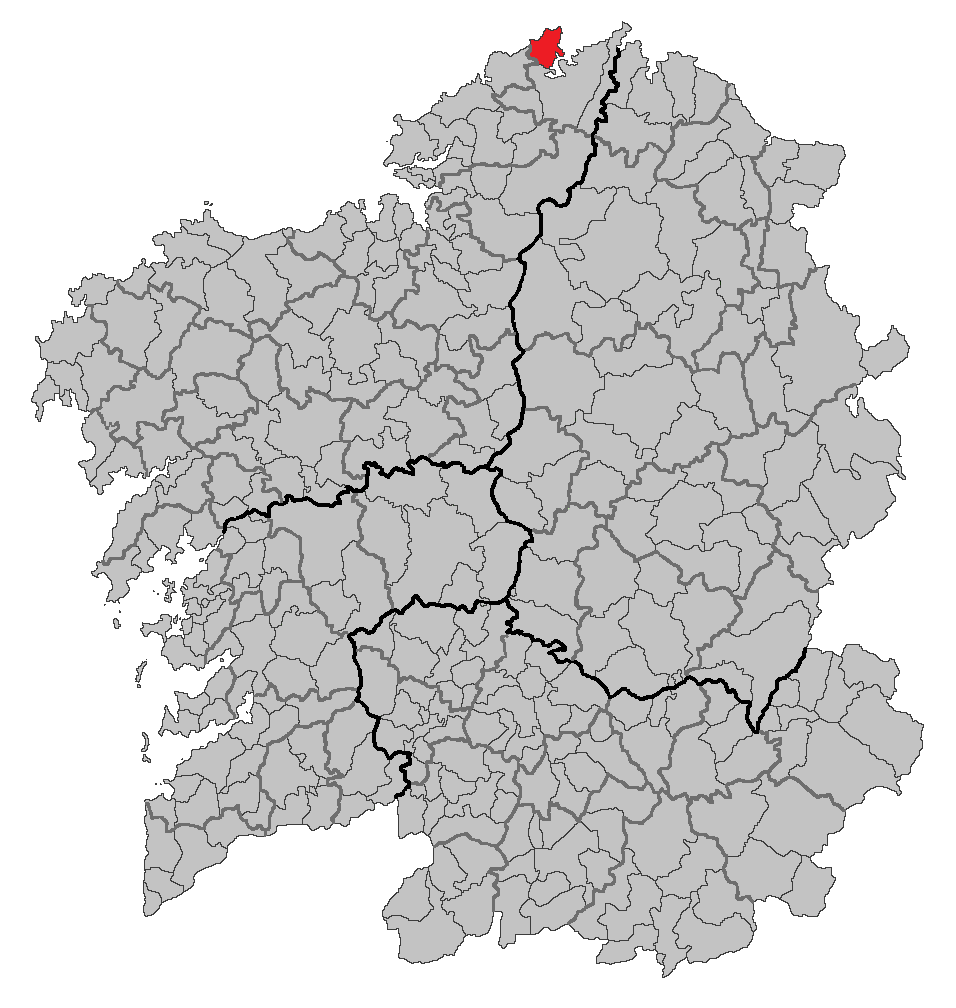
Localização de Carinho

Carinho (em galego, Cariño) é um município da Espanha na província 
da Corunha, 
comunidade autónoma da Galiza, de área 47,42 km² com 
população de 3’699 habitantes (2022) e densidade populacional de 78,7 hab/km².
O seu gentilício em galego é cariñés ou cariñesa, embora também se conheçam os seus habitantes por pixín ou pixina.
Em português, o seu gentílico é carinhês.

## Demografia
| Variação demográfica do município entre 1991 e 2024 | Variação demográfica do município entre 1991 e 2024 | Variação demográfica do município entre 1991 e 2024 |
| --------------------------------------------------- | --------------------------------------------------- | --------------------------------------------------- |
| 1991                                                | 2001                                                | 2024                                                |
| 5514                                                | 4844                                                | 3691                                                |

## Geografia

### Serra da Capelada
Eleva-se na parte occidental do Concelho e baixam para o Oceano Atlântico com elevadas falésias, como a de Herbeira, considerado a mais alta da Europa continental.
Os montes mais destacados da Capelada são:
- Monte Herbeira (613 m).
- Monte Limo (558 m).
- Monte Miranda.

### Zona oriental
A zona oriental do Concelho está formada pelos montes baixantes, de forma suave, em direção à Ria de Ortigueira. Possui todas as povoações do Concelho, a maior parte, perto da ria.

### Rios
Os cinco rios mais importantes do concelho são:
- Rio Soutullo.
- Rio Maguleiro.
- Rio Sagrón.
- Rio Lourido.
- Rio Seixo.
- Rio de Barreiros.

Todos nascem na Serra da Capelada e baixam cara o Leste. São rios de aguas no geral rápidas, e curtos.

### O Cabo Ortegal
O ponto geográfico mais importante do Concelho é a Ponta dos Aguillóns (Cabo Ortegal). Situado no extremo setentrional de Carinho, considera-se o marco de divisão entre o Oceano Atlântico e o Mar Cantábrico.